# Michael Peter (remero)
Michael Peter (Bergen auf Rügen, RDA, 8 de septiembre de 1968) es un deportista alemán que compitió para la RDA en remo.
Ganó dos medallas en el Campeonato Mundial de Remo, en los años 1990 y 1993. Participó en los Juegos Olímpicos de Barcelona 1992, ocupando el cuarto lugar en la prueba de dos con timonel.

## Palmarés internacional
| Representando a la RDA   |                          |                   |                  |
| Campeonato Mundial       |                          |                   |                  |
| Año                      | Lugar                    | Medalla           | Prueba           |
| 1990                     | Tasmania (Australia)     | Medalla de bronce | Ocho con timonel |
| Representando a Alemania |                          |                   |                  |
| Campeonato Mundial       |                          |                   |                  |
| Año                      | Lugar                    | Medalla           | Prueba           |
| 1993                     | Račice (República Checa) | Medalla de bronce | Dos con timonel  |